# Galisteo
Pour les articles homonymes, voir Galisteo (homonymie).
Galisteo est une commune de la province de Cáceres dans la communauté autonome d'Estrémadure en Espagne.

## Histoire
Alagón del Río, une ville fondée dans les années 1950 par l'Institut national de la colonisation dans les limites municipales de Galisteo, est devenue une municipalité distincte en 2009.